# Nakatonbetsu
Nakatombetsu (中頓別町, Nakatombetsu-chō) est un bourg du district d'Esashi, situé dans la sous-préfecture de Sōya, sur l'île de Hokkaidō, au Japon.

## Géographie

### Démographie
Au 31 mars 2015, la population de Nakatonbetsu s'élevait à 1 817 habitants répartis sur une superficie de 398,55 km2.